# Joseph Gauvreau
Joseph Gauvreau, né le 27 août 1870 à Rimouski et mort le 10 mars 1942, est un médecin, hygiéniste et journaliste québécois. Il fut l'un des fondateurs de la Ligue des droits du français.

## Biographie
Joseph Gauvreau naît à Rimouski le 27 août 1870. Il fait ses études au séminaire de Rimouski avant de poursuivre ses études de médecine à l'Université Laval de Québec et d'y obtenir son diplôme en 1896. Il revient ensuite à Rimouski et commence à y pratiquer sa profession dès 1896. Il se fait construire une luxueuse demeure en 1906-1907, la maison Joseph-Gauvreau, et y installe une clinique d'hydrothérapie au rez-de-chaussée. Cette clinique atteint vite une certaine renommée dans toute la province.
En 1909, il est victime d'un accident de voiture qui le force à se faire amputer le bras et à abandonner la pratique médicale. Il s'installe alors à Montréal, se lance dans le journalisme et devient conférencier. Défenseur de la tradition, des valeurs familiales, du retour à la terre et de la religion, ses interventions s'inscrivent dans le sillage du courant clérico-nationaliste. Ses conférences portent notamment sur la lutte contre l'alcool et le cinéma, l'abstinence, la mortalité infantile (sujet très débattu à l'époque, notamment par les collaborateurs de L'Action française de Lionel Groulx) et surtout l'hygiénisme dont il fut l'un des principaux représentants à l'époque.
Défenseur des droits des francophones en Amérique, il fut l'un des fondateurs et secrétaire général de la Ligue des Droits du Français de Montréal. Il a contribué régulièrement à L'Union Médicale du Canada. Gauvreau a été, en outre, vice-président de la Société Saint-Jean-Baptiste de Montréal et le premier président de l'École Sociale Populaire de Montréal; il fut également l'un des premiers membres du bureau médical de l'Institut Bruchési. Il était un conférencier réputé et un propagandiste hygiéniste intransigeant; on lui doit plusieurs ouvrages de vulgarisation médicale et d'hygiène sociale. 
Gauvrau fut Lauréat du prix d'histoire David en 1926. La même année il a été créé chevalier de l'ordre équestre du Saint-Sépulcre de Jérusalem par Pie XI, et il a pris pour devise sur son blason : « Sobrietatis amicus, fidelis in cruce » traduit littéralement par « Ami de la tempérance, fidèle dans l'épreuve ».
Le fonds d’archives Joseph Gauvreau est conservé au centre d’archives de Montréal de Bibliothèque et Archives nationales du Québec.
Il est le père de Jean-Marie Gauvreau, fondateur de l'École du meuble de Montréal, et de Marcelle Gauvreau, botaniste et bibliothécaire au Jardin botanique de Montréal.
Il meurt le 10 mars 1942 à l'âge de 71 ans.